# Sivert Mannsverk
Sivert Mannsverk (Øvre Årdal, 2002. május 8. –) norvég korosztályos válogatott labdarúgó, a Cardiff City középpályása kölcsönben az Ajax csapatától.

## Pályafutása

### Klubcsapatokban
Mannsverk a norvégiai Øvre Årdalban született. Az ifjúsági pályafutását a Sogndal és az Årdalstangen csapataiban kezdte.
2019-ben mutatkozott be a Sogndal másodosztályban szereplő felnőtt csapatában. Először a 2019. április 7-ei, Ullensaker/Kisa ellen 3–0-ra elvesztett mérkőzésen lépett pályára. Első gólját 2019. szeptember 18-án, a Skeid ellen 2–2-es döntetlennel zárult találkozón szerezte. 2021 januárjában próbajátékon volt az angol Aston Villa és Everon, illetve az olasz Inter Milan és Bologna csapatainál.
2021. augusztus 1-jén 4½ éves szerződést kötött az első osztályban érdekelt Molde együttesével. A ligában 2021. augusztus 8-án, a Haugesund ellen 5–4-re megnyert bajnoki 76. percében, Magnus Wolff Eikremet váltva debütált. 2022. május 1-jén a Bodø/Glimt ellen 1–0-ás győzelemmel zárult kupadöntőben Mannsverk szerezte a győztes gólt.
2023. szeptember 1-jén ötéves szerződést írt alá a holland Ajax csapatával. 2025. január 28-án a szezin végéig kölcsönbe került a Cardiff City klubjába.

### A válogatottban
Mannsverk az U15-östől az U21-esig majdnem minden korosztályban képviselte Norvégiát.

## Statisztikák
2023. augusztus 2. szerint
| Klub     | Szezon   | Osztály     | Bajnokság | Bajnokság | Kupa  | Kupa | Nemzetközi | Nemzetközi | Összesen | Összesen |
| Klub     | Szezon   | Osztály     | Meccs     | Gól       | Meccs | Gól  | Meccs      | Gól        | Meccs    | Gól      |
| -------- | -------- | ----------- | --------- | --------- | ----- | ---- | ---------- | ---------- | -------- | -------- |
| Sogndal  | 2019     | OBOS-ligaen | 16        | 1         | 1     | 0    | —          | —          | 17       | 1        |
| Sogndal  | 2020     | OBOS-ligaen | 29        | 4         | —     | —    | —          | —          | 29       | 4        |
| Sogndal  | 2021     | OBOS-ligaen | 7         | 1         | —     | —    | —          | —          | 7        | 1        |
| Sogndal  | Összesen | Összesen    | 52        | 6         | 1     | 0    | 0          | 0          | 53       | 6        |
| Molde    | 2021     | Eliteserien | 14        | 0         | 1     | 0    | 2          | 0          | 17       | 0        |
| Molde    | 2022     | Eliteserien | 25        | 1         | 5     | 1    | 12         | 3          | 42       | 5        |
| Molde    | 2023     | Eliteserien | 14        | 3         | 2     | 0    | 2          | 0          | 18       | 3        |
| Molde    | Összesen | Összesen    | 53        | 4         | 8     | 1    | 16         | 3          | 77       | 8        |
| Összesen | Összesen | Összesen    | 105       | 10        | 9     | 1    | 16         | 3          | 130      | 14       |

## Sikerei, díjai
Molde
- Eliteserien
  - Bajnok (1): 2022
  - Ezüstérmes (1): 2021

- Norvég kupa
  - Győztes (1): 2021–22

Egyéni
- Eliteserien – Az Év Fiatal Játékosa: 2022